# Amoeba proteus
Amoeba proteus е вид амеба.

## Описание
Дължината ѝ е от 220 до 760 µm, с много псевдоподи, като един е доминантен. Обитава сладководни басейни.